# Hemibalismo
Hemibalismo ou balismo (quando bilateral) é um distúrbio neuromotor raro caracterizado por movimentos involuntários abruptos e possivelmente violentos e envolve mais a musculatura proximal do que distal (especialmente nas extremidades dos membros superiores). Costuma prejudicar muito as atividades rotineiras como alimentação, higiene pessoal, trabalho e lazer, quase sempre exigindo ajuda de um cuidador e de adaptações.

## Causa
Normalmente, o hemibalismo é causado por lesão no núcleo subtalâmico ou nas conexões feitas através dele com o globo pálido. O circuito subsidiário dos núcleos da base, denominado de pálido - subtalâmico - palidal, que controlam os movimentos do lado oposto do corpo, especialmente do braço e da perna. Danos nessa via impedem a ação inibitória de neurotransmissores (especialmente do GABA). Pode também estar associado a infecções, inflamações, traumas, tumores e hiperglicemia sem cetoacidose.

## Tratamento
É feito com remédios para parkinsonismo e psicose, ou seja, neurolépticos que atuem como bloqueadores da via dopaminérgica (como a risperidona e haloperidol), ou com anticonvulsivantes como topiramato.
Remédios para inibir a catecolamina, tais como reserpina e tetrabenazina podem ser usados quando terapia de longo prazo é necessária. Eventualmente os remédios podem ser retirados. Caso os sintomas voltem, existe a possibilidade de cirurgia estereotática funcional, caso o paciente seja um bom candidato cirúrgico. 